# Příběh inženýra lidských duší
Příběh inženýra lidských duší je jedním z nejznámějších románů českého spisovatele Josefa Škvoreckého. Podtitul knihy zní Entrtejnment na stará témata o životě, ženách, osudu, snění, dělnické třídě, fízlech, lásce a smrti.
 Prvně vyšel román roku 1977 v kanadském Torontu, v exilovém nakladatelství '68 Publishers manželů Škvoreckých. Název knihy odkazuje na slovní spojení „inženýr lidských duší“, kterým spisovatele označoval sovětský diktátor Josif Stalin, a které se objevuje ve statích jeho ideologa Alexandra Alexandroviče Ždanova.
Toto silně autobiografické dílo lze chápat jako pokračování Škvoreckého dřívějších románů, především Zbabělců a Miráklu, v němž představuje hlavní postavu Danny Smiřický. Ve dvou dějových liniích se prolíná autorova současnost coby univerzitního profesora v kanadském exilu s jeho vzpomínkami na své mládí strávené za Protektorátu v Kostelci. Zatímco vzpomínky na válečný Kostelec nesou i přes tehdejší nebezpečnou dobu jistou míru nostalgie, podléhá v emigraci autor melancholickým pocitům a izolovanosti vyplývající z naprosto odlišného společenského prostředí nezatíženého válečnou a totalitní zkušeností.
Román patří k vrcholu tvorby Josefa Škvoreckého a k nejuznávanějším prózám české literatury 20. století. V roce 1985 obdržela anglická verze knihy ocenění Toronto Book Awards vydávané městem Torontem., v roce 2009 obdržel román polskou literární cenu Angelus. Roku 2018 byla kniha zařazena do výběru nejdůležitějších českých knih v anketě Magnesia Litera: Kniha století.

## Styl a kontext
Původně dvousvazkové dílo je rozděleno do sedmi kapitol, z nichž je každá pojmenovaná po významném anglosaském spisovateli. Román je složen z volně pospojovaných epizod s řadou úvahových pasáží. Tento celek dále doplňují dopisy, jež v průběhu času Danny dostává od svých přátel. V textu se hojně vyskytují nepřekládané úryvky z angličtiny, latiny, občas němčiny a ruštiny. Postavy románu mluví širokou paletou nářečí a variant češtiny – Naďa Jiroušková mluví silným východočeským nářečím, Lojza ve svých dopisem postupně skouzává od češtiny ke slovenštině, Blběnka mluví „čechoameričtinou“. Viz též úryvky textu v sekci níže.
Kromě samotného Dannyho Smiřického se některé postavy románu jako Dannyho spolužáci, členové jazzové kapely apod. objevily již ve starších Škvoreckého prózách. Román obsahuje jednak zmínky o skutečných historických osobách jako Milada Horáková, Rudolf Slánský, Alexandr Dubček či Gustáv Husák, jednak mají některé postavy románu zjevné předobrazy v reálných osobnostech (např. zpěvačka Suzi Kajetánová má předobraz v Evě Pilarové). Postava Jany Honzlové je navíc vypůjčena z románu Zdeny Salivarové, Škvoreckého manželky.
Richard Svoboda o knize ve Slovníku české prózy napsal: „Škvoreckého nepatetické nazírání světa koresponduje s linií české literatury zobrazující společenské mechanismy z perspektivy řadového jedince (J. Hašek, J. Putík, J. Šotola, B. Hrabal). [...] Řadou odkazů, aluzí, citací, komentářů a parafrází se román řadí mezi díla postmoderní orientace – k ní ostatně odkazuje i jeho polytematičnost.“

## Děj
Hlavní postavou a vypravěčem děje je autobiograficky laděný hrdina Daniel „Danny“ Smiřický, známý i z jiných Škvoreckého knih. V knize se střídají dvě dějové linie. Ta první z hrdinovy současnosti se odehrává v emigraci. Autor píše z pozice etablovaného českého spisovatele a současně profesora americké literatury na kanadské univerzitě v Torontu, který se účastní života místních českých exulantů. Ve druhé linii vyprávění pak autor často zabíhá myšlenkami do minulosti, především do svého dětství stráveného za německé okupace v Kostelci v Protektorátu.
V první dějové linii začíná pomalu stárnoucí profesor Danny Smiřický rekapitulovat svůj dosavadní život. V myšlenkách srovnává atmosféru strachu v komunistickém Československu s bezstarostnou atmosférou v Kanadě, kde si lidé důležitost svobody neuvědomují a někteří z nich vzhlížejí k Sovětskému svazu. Ve svých učebních hodinách debatuje se studenty o významu a smyslu jednotlivých klasických děl americké literatury a zabíhá často do svých vzpomínek a úvah, přičemž studenti, nikdy nekonfrontovaní s „opravdovými dějinami“ a totalitními režimy, mají o světě poněkud naivní představy.
Komunita torontských Čechů je pestrou směsicí typizovaných exilových postav popisovaných se značnou ironií (fašista Frank, magistr Máslo pronásledovaný československými agenty, pan Pohorský a jeho počty, mladá Veronika neodbytně toužící po návratu do Československa atd.). Patrně nejvýraznější postavou je Milenka Cabicarová, přezdívaná Blběnka, charakteristická svou angločeštinou a velmi odvážnými úbory. Smiřického špiclují českoslovenští agenti či jimi nastrčení amatéři, což Danny bere s klidem a jistým nadhledem. Z dopisů jemu adresovaným a vkládaným do textu se čtenář dále dozvídá osudy jeho dětských přátel a známých – většinou byli semleti krutými dějinami (mistr Vachoušek je popraven v 50. letech, kamarádka Rebekka emigruje do Izraele, kde padne její syn ve válce, bohoslovec Uher se stává agentem StB apod.).
Danny je svobodný a v průběhu děje si začne románek se svou studentkou pocházející z místní zámožné rodiny, Irenou Svenssonovou, kterou na její naléhání připraví o panenství. Tím ochladne jeho vztah s Margitkou Bočárovou, manželkou na invalidní vozík upoutaného bývalého politického vězně, které pravidelně poskytuje milostné vyžití. (Na konci knihy se ukáže, že manžel Margitky o všem celou dobu ví a manželce její zálety přeje, protože on sám jí pro své zranění nemůže být plnohodnotným milencem.)
V myšlenkách se Smiřický vrací do Československa a doby Protektorátu, kdy musel pracovat jako nuceně nasazený v kostelecké fabrice na montáž německých letadel Messerschmitt. Tam se sblíží s útlou vesnickou holkou Naďou, sirotkem, které její zasnoubení nebrání v tom, aby Dannyho připravila o panictví. Aby se před ní vytáhl, provede Danny ve fabrice amatérský pokus o sabotáž, který je záhy odhalen a Danny s Naďou jen o vlásek uniknou velkým problémům. Naďa krátce po válce umírá na tuberkulózu. K prostředí fabriky se vyprávění vrací často v souvislosti s místními toaletami, kam se někteří pracovníci chodí soustavně ulívat a poklábosit si. Tento diskuzní klub je zdrojem humorných situací. Méně humorné jsou pak následky diverzní akce Dannyho kamaráda Přemy Skočdopoleho, který nechá úspěšně vybouchnout kostelecký sklad benzínu. Nacisté ho sice nevypátrají, místo toho však zatknou téměř padesát nevinných lidí včetně Dannyho otce, z nichž se jen deset vrátí domů.

## Ukázky
- Čeština českých emigrantů v Kanadě je silně ovlivněna angličtinou. Výrazným příkladem je v tomto ohledu jazykový projev Blběnky:

Někdo zrovna spěchá ven, ustupuji stranou, a hele, kulatá slovanská tvář Milenky Cabicarové, zvané, neprávem, ale mile, Blběnka. A už repetí: „Hi, Danny! Jak příde, že sem tě neviděla za tak dlouhej čas? To seš tak lejzy, že mi ani nezazvoníš? Já budu rýli engry, když ke mně někdy nedropneš. Anforčnetly teď sem zrovna byzy, a enyvej, ty máš vevnitř nějakej dejt, rajt? Tak báj báj, já nechci slyšet žádný exkjůzy!“
Příběh inženýra lidských duší, str. 48
- V textu se objevuje značné množství úryvků v cizích jazycích, tak jako v následující ukázce. Autor si začne románek se svou studentkou Irenou Svenssonovou, dcerou místní honorace. Irena se ho nejprve pokusí neúspěšně svést:

Ale je mnohem jistější oblečená.
„Už mě nemiluješ?“ zeptám se.
Zapálí si novou cigaretu, přemýšlí.

„Are you some kind of a pervert?“
„Tebe to tak trápí, Ireno!“ říkám a miluji ji. „Miluješ mě?“
„I hate you,“ praví. Je však vidět, že je spíš zvědavá. „Are you a pervert? Tell me!“
„Nejsem. Jenom mi bude padesát, Svenssonová. S tebou se vracím do časů, kdy mi taky bylo devatenáct.“
Dávka nikotinu. Snaží se, ale nerozumí mi. Pak se projeví jako neodolatelný logik a jako dítě své generace:
„Well – didn’t you fuck when you were nineteen?“
„No tak, Svenssonová! Is this how a virgin should talk?“
„Well did you – or didn’t you?“
„Do you?“
Pohlédne na mě zostra. Já na ni. Hledíme si do očí, jako bychom se chtěli zhypnotizovat. Tohle lidi nikdy nevydrží dlouho, aby při tom zůstali vážní. Pokud v nich skutečně není nenávist. Pak současně Irena vyprskne a já se rozesměju.
Příběh inženýra lidských duší, str. 439
- Text je občas prokládán zněním dopisů, které autorovi v průběhu času píšou jeho přátelé. Úsměvně působí dopisy psané starým přítelem Lojzou, který se za ženou přestěhoval na Slovensko. Jeho dopisy jednak pokaždé obsahují tytéž pasáže, jednak jsou čím dál víc psány slovensky:

[...] Menuje se Sulejka to asi řekneš co je to za divný méno a je. Je to gruzínský a taky je v tý písničce co se šude zpívá mý manželce se tak líbila že nedala ináč a musela se menovat Sulejka i dyž je to divný méno gruzínský. [...]
Příběh inženýra lidských duší, str. 211
[...] Ale už cez 1/2 vsi vstoupili bojej se tých co je prý budou zatýkat a to já bych nechcel být zavretý co by si tu počala má cera Sulejka. To je méno gruzínský keby ses zpital: Čo je to za divné méno? [...]
Příběh inženýra lidských duší, str. 346
[...] Aby som ti napisal tiež něčo o rodine. Ako vieš moja cera Suleika to je méno gruzínské dívčí má letos 8 rokov a je mi velmi podobná má nos jako já len u děvčete to nevadí. [...]
Příběh inženýra lidských duší, str. 457
[...] Moje céra Sulejka čo má meno gruzínské podle oblúbenej piesně co sa líbila mojej ženě keď bola v inom stave po vyučenie na kadernicu dostala dobré miesto v kadernickom závode v Bratislave. [...]
Příběh inženýra lidských duší, str. 611
[...] Moja dcéra Sulejka sa vydávala za ruského nadporučíka Sulimana Akibidze ktorý je Gruzín. Moje cera Sulejka má tiež méno gruzínské lebo keď její mať bola s ní v inom stave páčila sa jej pieseň gruzínská Kto si Sulejko? [...]
Příběh inženýra lidských duší, str. 731